# Іванбеляк
Іванбеля́к (рос. Иванбеляк, марій. Юмбылак) — присілок у складі Звениговського району Марій Ел, Росія. Входить до складу Кокшамарського сільського поселення.

## Населення
Населення — 102 особи (2010; 106 у 2002).
Національний склад (станом на 2002 рік):
- марі — 87 %